# Chester (Georgia)
Chester es un pueblo ubicado en el condado de Dodge en el estado estadounidense de Georgia. En el censo de 2000, su población era de 305.

## Demografía
En el 2000 la renta per cápita promedia del hogar era de $21,875, y el ingreso promedio para una familia era de $26,667. El ingreso per cápita para la localidad era de $13,843. Los hombres tenían un ingreso per cápita de $20,833 contra $20,750 para las mujeres.

## Geografía
Chester se encuentra ubicado en las coordenadas 32°23′42″N 83°9′13″O / 32.39500, -83.15361 (32.394965, -83.153610).
Según la Oficina del Censo, la localidad tiene un área total de 2,3 km² (0,9 mi²), de la cual 2,3 km² (0,9 mi²) es tierra y 0 km² (0 mi²) (0.00%) es agua.